# Македоники Ора
„Македоники Ора“ (на гръцки: Μακεδονική Ώρα, в превод Македонско време) е гръцки вестник, излизал в Солун в 1936 и 1937 година.
Подзаглавието е Седмичен демократичен вестник на Северна Гърция. Директор на вестника е Алексиос Папалексиу, а редактор е видният гръцки художник аванагардист Костас Лахас. Във вестника публикува Манолис Анагностакис.